# カターニアFC
カターニアFC（Catania FC）は、イタリア・カターニアを本拠地とするサッカークラブ。パレルモFCとの対戦はデルビー・ディ・シチリアと呼ばれる。

## 歴史
セリエAでの過去最高順位は8位 (1960-61, 1964-65, 2012-13) 。
1929年創設。第二次世界大戦後の1946年にクラブを再結成した。
2004年、それまでクラブを所有していたガウッチ家（当時はペルージャも所有）より、地元実業家のプルビレンティが買収し、堅実経営を標榜してクラブ躍進が始まる。2005-06シーズンにセリエBで2位の成績をおさめて昇格条件を満たし、1983-84シーズン以来、23シーズンぶりにセリエA復帰を果たす。
2006-07シーズンは開幕から好調であったが、カターニアのサッカー暴動の制裁措置の影響などで成績が急降下し、残留確定は最終節まで持ち越された。2007年夏にはシルヴィオ・バルディーニ監督と契約した。FWバブー、FWホルヘ・マルティネス、GKアルバノ・ビサーリなど、主に南米から選手を獲得し各ポジションの強化に努めた。
2007-08シーズンは得点数がリーグワースト2位の33得点と、得点力不足にあえぎ、2008年4月にはシルヴィオ・バルディーニ監督を解任し、ワルテル・ゼンガ新監督を迎えた。2シーズン連続で残留決定が最終節までもつれ込んだ。
2008年夏にはDFフアン・マヌエル・バルガスをACFフィオレンティーナに約19億円で売却し、MFパブロ・レデスマ、FWミケーレ・パオルッチ、MFエセキエル・カルボーニ、FWニコラエ・ディカなど積極的な補強を施した。
2008-09シーズン、FWジュゼッペ・マスカーラはイタリア代表に招集されるまでに成長し、FW森本貴幸は7得点を挙げて潜在能力の高さを見せた。後半戦に順位を落としたが、過去2シーズンとは違って残留争いとは無縁で、15位でシーズンを終えた。
2009年夏、ワルテル・ゼンガ監督をライバルのUSチッタ・ディ・パレルモに引き抜かれ、後任にセリエA初采配のジャンルカ・アッツォーリ監督を招聘し、ふたりのアルゼンチン人、MFパブロ・バリエントス、GKマリアーノ・アンドゥハルなど10名もの新戦力を加えて若返りを図った。近年はエセキエル・カルボーニやパブロ・レデスマなど、アルゼンチン出身の選手を多く獲得している。2013-14シーズンにリーグ18位に終わりセリエBに降格した。さらに、2014-15シーズンはセリエBでも苦戦を強いられ、一時は降格圏に沈んだが、シーズン終盤に勝ち点を稼いで15位に入り残留を決めていた。しかし、アントニーノ・プルヴィレンティ会長が、5試合の八百長に関与したことを認め、最終順位が自動的に最下位とされ、レガ・プロに降格した。2015-16シーズンは勝点9ポイントを減点された状態からのスタートとなった。
2020年7月24日、Sport Investment Group Italia S.p.A.（SIGI）がクラブの株式の95.4パーセントを取得した。
2021年12月22日、負債が蓄積したことから市の裁判所から破産宣告を受ける。市の管理下に置かれ、2022年4月19日まで執行猶予が与えられた。3度の競売にかけられ買収提案もなされたが成立まで至らず、2022年4月9日に正式に破産が決定した。プロ資格も停止され、2021-22シーズンのリーグから除外されることになった。
2022年7月13日、イタリア系オーストラリア人のロザリオ・ペリグラを会長にカターニアSSD（Catania Società Sportiva Dilettantistica）として再スタート。2023年6月にカターニアFC（Catania Football Club）へと改名した。

## タイトル

### 国内タイトル
- セリエB：1回 
  - 1953-54
- プリマ・ディヴィジオーネ（イタリア語版）：1回
  - 1933-34
- セリエC：5回
  - 1938-39, 1942-43, 1947-48, 1948-49, 1974-75
- セリエC1：1回
  - 1979-80
- セリエC2：1回
  - 1998-99
- カンピオナート・ナツィオナーレ・ディレッタンティ：1回
  - 1994-95（ジローネI）

### 国際タイトル
なし

## 過去の成績
| シーズン | ディビジョン        | ディビジョン | ディビジョン | ディビジョン | ディビジョン | ディビジョン | ディビジョン | ディビジョン | ディビジョン | コッパ・イタリア |
| シーズン | リーグ              | 試           | 勝           | 分           | 敗           | 得           | 失           | 勝ち点       | 順位         | コッパ・イタリア |
| -------- | ------------------- | ------------ | ------------ | ------------ | ------------ | ------------ | ------------ | ------------ | ------------ | ---------------- |
| 2000-01  | セリエC1・ジローネB | 34           | 16           | 10           | 8            | 49           | 40           | 58           | 3位          | —                |
| 2001-02  | セリエC1・ジローネB | 34           | 17           | 7            | 10           | 44           | 26           | 58           | 3位          | GS敗退           |
| 2002-03  | セリエB             | 38           | 12           | 7            | 19           | 45           | 60           | 43           | 17位         | GS敗退           |
| 2003-04  | セリエB             | 46           | 18           | 13           | 15           | 53           | 53           | 67           | 9位          | GS敗退           |
| 2004-05  | セリエB             | 42           | 13           | 16           | 13           | 42           | 44           | 55           | 12位         | GS敗退           |
| 2005-06  | セリエB             | 42           | 22           | 12           | 8            | 67           | 42           | 78           | 2位          | 1回戦敗退        |
| 2006-07  | セリエA             | 38           | 10           | 11           | 17           | 46           | 68           | 41           | 13位         | 1回戦敗退        |
| 2007-08  | セリエA             | 38           | 8            | 13           | 17           | 33           | 45           | 37           | 17位         | ベスト4          |
| 2008-09  | セリエA             | 38           | 12           | 7            | 19           | 41           | 51           | 43           | 15位         | ベスト16         |
| 2009-10  | セリエA             | 38           | 10           | 15           | 13           | 44           | 45           | 45           | 13位         | ベスト8          |
| 2010-11  | セリエA             | 38           | 12           | 10           | 16           | 40           | 52           | 46           | 13位         | ベスト16         |
| 2011-12  | セリエA             | 38           | 11           | 15           | 12           | 47           | 52           | 48           | 11位         | 4回戦敗退        |
| 2012-13  | セリエA             | 38           | 15           | 11           | 12           | 50           | 46           | 56           | 8位          | ベスト8          |
| 2013-14  | セリエA             | 38           | 8            | 8            | 22           | 34           | 66           | 32           | 18位         | ベスト16         |
| 2014-15  | セリエB             | 42           | 12           | 13           | 17           | 59           | 60           | 49           | 15→22位      | 3回戦敗退        |
| 2015-16  | レガプロ・ジローネC | 34           | 12           | 13           | 9            | 37           | 34           | 49→39        | 13位         | 3回戦敗退        |
| 2016-17  | レガプロ・ジローネC | 38           | 14           | 12           | 12           | 40           | 36           | 54→47        | 11位         | —                |
| 2017-18  | セリエC・ジローネC  | 36           | 21           | 7            | 8            | 65           | 31           | 70           | 2位          | —                |
| 2018-19  | セリエC・ジローネC  | 36           | 19           | 8            | 9            | 48           | 29           | 65           | 4位          | 4回戦敗退        |
| 2019-20  | セリエC・ジローネC  | 30           | 13           | 8            | 9            | 39           | 38           | 47→45        | 6位          | 2回戦敗退        |
| 2020-21  | セリエC・ジローネC  | 36           | 17           | 10           | 9            | 50           | 38           | 61→59        | 6位          | 1回戦敗退        |
| 2021-22  | セリエC・ジローネC  | /            | /            | /            | /            | /            | /            | /            | /            |                  |
| 2022-23  | セリエD・ジローネI  |              |              |              |              |              |              |              |              |                  |

## 歴代監督
- ネド・ソネッティ 2004-2005
- パスクアーレ・マリーノ 2005-2007
- シルヴィオ・バルディーニ 2007-2008
- ワルテル・ゼンガ 2008-2009
- ジャンルカ・アッツォーリ 2009
- シニシャ・ミハイロヴィチ 2009-2010
- マルコ・ジャンパオロ 2010-2011
- ディエゴ・シメオネ 2011
- ヴィンチェンツォ・モンテッラ 2011-2012
- ロランド・マラン 2012-2013, 2014
- ルイジ・デ・カーニオ 2013-2014
- マウリツィオ・ペッレグリーノ 2014
- ジュゼッペ・サンニーノ 2014
- マウリツィオ・ペッレグリーノ 2014-2015
- ダリオ・マルコリン 2015
- ジュゼッペ・パンカロ 2015-2016
- フランチェスコ・モリエーロ 2016

## 歴代所属選手

### GK
- アルバノ・ビサーリ 2007-2009
- トマシュ・コシツキー 2008-2012
- アンドレア・カンパニョーロ 2009-2012
- パオロ・アチェルビス 2009
- マリアーノ・アンドゥハル 2009-2014
- フアン・パブロ・カリーソ 2012-2013

### DF
- クラウディオ・ラニエリ 1982-1984
- ロレンツォ・ストビーニ 2005-2009
- フアン・マヌエル・バルガス 2006-2008
- クリスティアン・テルリッツィ 2007-2011
- マティアス・シルベストレ 2008-2011
- アレッサンドロ・ポテンツァ 2009-2013
- ニコラ・レグロッターリエ 2011-2014
- マルコ・モッタ 2012-2013

### MF
- ヨハン・ワレム 2004-2005
- フェルナンド 2004-2005
- ダヴィデ・バイオッコ 2005-2009
- マルコ・ビアジャンティ 2006-2013
- エセキエル・カルボーニ 2008-2011
- パブロ・レデスマ 2008-2011
- パブロ・バリエントス 2009-2014
- ジェンナーロ・デルヴェッキオ 2009-2012
- パプ・ゴメス 2010-2013
- セルヒオ・アルミロン 2011-2015

### FW
- エディ・バッジョ 2001-2002, 2004
- ルイス・オリヴェイラ 2002-2004
- ジュゼッペ・マスカーラ 2003-2011
- ジョナタ・スピネージ 2005-2009
- 森本貴幸 2006-2011, 2012-2013
- ホルヘ・マルティネス 2007-2010
- ニコラエ・ディカ 2008-2011
- マキシ・ロペス 2010-2012, 2013-2014
- ゴンサロ・ベルヘッシオ 2011-2014
- ダヴィデ・ランザファーメ 2011-2013
- ダビド・スアソ 2011-2012
- ケコ 2011-2014